# Алагина Река
Алагина Река (алб. Rekë e Allagës) је насељено место у општини Пећ, на Косову и Метохији. Према попису становништва из 2011. у насељу је живело 9 становника. Село је након 1999. познато и као Прелај и Никај (алб. Prelaj dhe Nikaj).

## Становништво
Према попису из 2011. године, Алагина Река има следећи етнички састав становништва:
| Националност | 2011.      |
| Албанци      | 9 (100,0%) |
| Укупно       | 9          |

| Година       | 1948 | 1953 | 1961 | 1971 | 1981 | 1991 | 2011 |
| ------------ | ---- | ---- | ---- | ---- | ---- | ---- | ---- |
| Становништво | 307  | 332  | 365  | 420  | 329  | 293  | 9    |

|  |